# Sphoeroides parvus
Sphoeroides parvus е вид лъчеперка от семейство Tetraodontidae. Видът не е застрашен от изчезване.

## Разпространение и местообитание
Разпространен е в Мексико и САЩ.
Обитава полусолени водоеми и морета. Среща се на дълбочина около 47,5 m.

## Описание
На дължина достигат до 15 cm.